# テンディグリー海峡
テンディグリー海峡（テンディグリーかいきょう、Ten Degree Channel）または十度海峡（じゅうどかいきょう）とは、インド洋にあるインド領のアンダマン諸島とニコバル諸島の間の海峡。
2つの諸島を分ける海峡を北緯10度線が通ることから名付けられた。北には小アンダマン島、南にはカーニコバル島がある。西のインド洋と東のアンダマン海を結んでいる。